# Thomas Balmès
Pour les articles homonymes, voir Balmes.
Thomas Balmès est un réalisateur, producteur et scénariste français né à Paris en 1969.

## Filmographie

### Réalisateur
- 1996 : Bosnia hotel (en)
- 1997 : Maharadja burger (en)
- 1999 : L’Évangile selon les Papous (en)
- 2000 : En attendant Jésus (en)
- 2001 : Christ comes to the Papuans (en)
- 2004 : Une entreprise comme il faut (en)
- 2005 : Damages (en)
- 2010 : Bébés
- 2013 : Happiness
- 2019 : Sing Me a Song